# Andersson (Familienname)
Andersson ist ein aus dem Schwedischen stammender Familienname.

## Bedeutung
Der Name wurde ursprünglich patronymisch abgeleitet und bedeutete Sohn des Anders.

## Namensträger

### A
- Adolf Andersson (1888–1985), schwedischer Schwimmer
- Agneta Andersson (1961–2023), schwedische Kanutin
- Åke Andersson (Fußballspieler) (1917–1983), schwedischer Fußballspieler
- Åke Andersson (Eishockeyspieler, 1918) (1918–1982), schwedischer Eishockeyspieler
- Åke Andersson (Leichtathlet) (1925–2005), schwedischer Langstreckenläufer
- Åke Andersson (Rennfahrer) (1940–2018), schwedischer Rallyefahrer
- Åke Andersson (Eishockeyspieler, 1956) (* 1956), schwedischer Eishockeytorwart
- Åke E. Andersson (Åke Emanuel Andersson; 1936–2021), schwedischer Wirtschaftswissenschaftler
- Albert Andersson (1902–1977), schwedischer Sportler
- Alex Timossi Andersson (* 2001), schwedischer Fußballspieler
- Allan Andersson (1931–2010), schwedischer Skilangläufer
- Allen Andersson (* 1964), schwedischer Radrennfahrer
- Anders Andersson (Sportschütze) (1875–1945), schwedischer Sportschütze
- Anders Andersson (Eishockeyspieler) (1937–1989), schwedischer Eishockeyspieler
- Anders Andersson (Hockeyspieler) (1920–2015), finnischer Hockeyspieler
- Anders Andersson (Kanute) (* 1952), schwedischer Kanute
- Anders Andersson (Rennfahrer), schwedischer Rennfahrer
- Anders Andersson (Fußballspieler) (* 1974), schwedischer Fußballspieler
- Andrea Andersson (* 1970), US-amerikanische Badmintonspielerin
- Andreas Andersson (* 1974), schwedischer Fußballspieler
- Anita Andersson (* 1935), schwedische Schwimmerin
- Anna Andersson (* 1982), schwedische Eishockeyspielerin
- Arne Andersson (Leichtathlet) (1917–2009), schwedischer Leichtathlet
- Arne Andersson (Fußballspieler) (1921–2003), schwedischer Fußballspieler
- Arvid Andersson (Tauzieher) (1881–1956), schwedischer Tauzieher
- Arvid Andersson (Turner) (1896–1992), schwedischer Turner
- Arvid Andersson (Politiker) (1900–1973), schwedischer Politiker
- Arvid Andersson (Gewichtheber) (1919–2011), schwedischer Gewichtheber
- Audrey Marie Anderson (* 1995), US-amerikanische Schauspielerin
- Axel Andersson (1887–1951), schwedischer Leichtathlet

### B
- Bella Andersson (* 2006), schwedische Fußballspielerin
- Bengt Andersson (Schauspieler) (1922–2007), schwedischer Schauspieler
- Bengt Andersson (Mediziner) (1923–2004), schwedischer Physiologe
- Bengt Andersson (Musiker) (1931–2008), schwedischer Jazzmusiker
- Bengt Andersson (Tänzer) (1933–1978), schwedischer Tänzer
- Bengt Andersson (General) (* 1955), schwedischer Generalmajor
- Bengt Andersson (Kanute) (* 1961), schwedischer Kanute
- Bengt Andersson (Fußballspieler) (* 1966), schwedischer Fußballtorhüter
- Benny Andersson (* 1946), schwedischer Musiker (ABBA)
- Berndt Andersson (* 1951), schwedischer Kanute
- Bernt Andersson (1933–2020), schwedischer Fußballspieler
- Bertil Andersson (Leichtathlet) (1914–1990), schwedischer Mittelstreckenläufer
- Bertil Andersson (Fußballspieler, 1928) (1928–2008), schwedischer Tischtennis- und Fußballspieler
- Bertil Andersson (Fußballspieler, 1929) (1929–2009), schwedischer Eishockey- und Fußballspieler
- Bertil Andersson (Fußballspieler, 1948) (* 1948), schwedischer Fußballspieler
- Bertil Andersson (Biochemiker) (* 1948), schwedischer Chemiker
- Bertil Andersson (Politiker) (1897–1975), schwedischer Politiker und Reichstagsabgeordneter
- Bertil Andersson (Künstler, 1921) (1921–1969), schwedischer Künstler
- Bertil Andersson (Graveur) (* 1924), schwedischer Graveur
- Bertil Andersson (Künstler, 1923) (1923–1990), schwedischer Künstler
- Bibi Andersson (1935–2019), schwedische Schauspielerin
- Birger Andersson (Tennisspieler) (* 1951), schwedischer Tennisspieler
- Birger Andersson (Ruderer) (1925–2004), finnischer Ruderer
- Bjarne Andersson (1940–2004), schwedischer Skilangläufer
- Björn Andersson (Germanist) (* 1946), schwedischer Germanist
- Björn Andersson (Schauspieler) (* 1949), schwedischer Schauspieler
- Björn Andersson (Handballspieler) (* 1950), schwedischer Handballspieler
- Björn Andersson (Fußballspieler, 1951) (* 1951), schwedischer Fußballspieler
- Björn Andersson (Fotograf) (* 1961), schwedischer Fotograf
- Björn Andersson (Stabhochspringer), (* 1969), finnischer Stabhochspringer
- Björn Andersson (Politiker) (* 1970), schwedischer Politiker
- Björn Andersson (Triathlet) (* 1979), schwedischer Triathlet
- Björn Andersson (Fußballspieler, 1982) (* 1982), schwedischer Fußballspieler
- Bo Andersson (Physiker) (1937–2002), schwedischer theoretischer Physiker
- Bo Andersson (Handballspieler) (* 1951), schwedischer Handballspieler
- Bo Andersson (Journalist) (* 1953), schwedischer Journalist
- Bo Andersson (Manager) (* 1955), schwedischer Manager im Automobilbereich
- Bo Andersson (Fußballspieler) (* 1968), schwedischer Fußballspieler und -funktionär

### C
- Calle Andersson (* 1994), schwedischer Eishockeyspieler
- Camilla Andersson (Fußballspielerin, 1962) (* 1962), schwedische Fußballspielerin
- Camilla Andersson (Fußballspielerin, 1967) (* 1967), schwedische Fußballspielerin
- Carl Andersson (Leichtathlet) (1877–1956), schwedischer Marathonläufer
- Carl Andersson (Ringer) (1884–1977), schwedischer Ringer
- Carl-Georg Andersson (1885–1961), schwedischer Ringer
- Carl-Johan Andersson (* 1978), schwedischer Handballspieler
- Carl-Oscar Andersson (* 1992), schwedischer Fußballspieler
- Caroline Andersson (* 2001), schwedische Radrennfahrerin
- Cecilia Andersson (* 1982), schwedische Eishockeyspielerin
- Claes Andersson (1937–2019), finnlandschwedischer Schriftsteller
- Cletus Andersson (1893–1971), schwedischer Wasserballspieler
- Christoffer Andersson (* 1978), schwedischer Fußballspieler
- Conny Andersson (* 1939), schwedischer Rennfahrer
- Curt Andersson (* 1937), schwedischer Sportschütze

### D
- Dan Andersson (1888–1920), schwedischer Dichter
- Daniel Andersson (Fußballspieler, 1972) (* 1972), schwedischer Fußballtorhüter
- Daniel Andersson (Fußballspieler, 1977) (* 1977), schwedischer Fußballspieler
- Daniel Andersson (Bandyspieler) (* 1983), schwedischer Bandyspieler
- Daniel Andersson (Bahnsportler), schwedischer Speedwayfahrer
- Daniel Andersson (Speedskifahrer), schwedischer Speedskifahrer
- David Andersson (Volleyballspieler) (* 1971), schwedischer Volleyball- und Beachvolleyballspieler
- David Andersson (Schriftsteller) (* 1972), schwedischer Schriftsteller
- David Andersson (Gitarrist) (1975–2022), schwedischer Gitarrist
- David Andersson (Orientierungsläufer) (* 1981), schwedischer Orientierungs- und Ski-Orientierungsläufer
- David Andersson (Eisschnellläufer) (* 1994), schwedischer Eisschnellläufer
- Devo Andersson (Magnus Andersson), schwedischer Musiker und Produzent

### E
- Ebba Andersson (* 1997), schwedische Skilangläuferin
- Elias Andersson (* 1996), schwedischer Fußballspieler
- Ellen Andersson (* 1991), schwedische Jazzmusikerin
- Elmer Andersson (* 2006), schwedischer Volleyball- und Beachvolleyballspieler
- Elsa Andersson (Wasserspringerin) (1894–1994), schwedische Wasserspringerin
- Elsa Andersson (Pilotin) (1897–1922), schwedische Pilotin
- Emil Andersson (* 1979), schwedischer Sportschütze
- Emilia Andersson (* 1988), schwedische Eishockeyspielerin, siehe Emilia Ramboldt
- Ernst Andersson (1909–1989), schwedischer Fußballspieler
- Erik Andersson (Schwimmer, 1896) (1896–1985), schwedischer Schwimmer und Wasserballspieler
- Erik Andersson (Fußballspieler), schwedischer Fußballspieler
- Erik Andersson (Musiker) (* 1914), schwedischer Jazzmusiker und Komponist
- Erik Andersson (Leichtathlet) (1921–2002), schwedischer Zehnkämpfer
- Erik Andersson (Schriftsteller) (* 1962), schwedischer Schriftsteller und Übersetzer
- Erik Andersson (Architekt) (* 1971), schwedischer Architekt
- Erik Andersson (Eishockeyspieler, 1971) (* 1971), schwedischer Eishockeyspieler
- Erik Andersson (Eishockeyspieler, 1981) (* 1981), schwedischer Eishockeyspieler
- Erik Andersson (Eishockeyspieler, 1982) (* 1982), schwedischer Eishockeyspieler
- Erik Andersson (Eishockeyspieler, 1994) (* 1994), schwedischer Eishockeyspieler
- Erik Andersson (Schwimmer, 1984) (* 1984), schwedischer Schwimmer
- Erik Andersson (Eishockeyspieler, 1986) (* 1986), schwedischer Eishockeyspieler
- Erik Andersson (Orientierungsläufer), schwedischer Orientierungsläufer
- Eva Andersson (Tennisspielerin), schwedische Tennisspielerin (aktiv 1963–1968)
- Eva Andersson (Schwimmerin) (* 1957), schwedische Schwimmerin, Olympiateilnehmerin 1972
- Eva Andersson (Model) (* 1961), schwedische Ärztin und Ex-Model
- Eva Andersson (Fußballspielerin) (* 1963), schwedische Fußballspielerin
- Eva Andersson (Curlerin) (* 1970), schwedische Curlerin

### F
- Frank Andersson (1956–2018), schwedischer Ringer
- Fredrik Andersson (Eishockeyspieler) (* 1968), schwedischer Eishockeyspieler
- Fredrik Andersson (Fußballspieler) (* 1988), schwedischer Fußballspieler
- Fredrik Andersson (Skilangläufer) (* 1998), schwedischer Skilangläufer

### G
- Gary Andersson (* 1958), schwedischer Schwimmer
- Göran Andersson (Segler, 1939) (Bengt Thore Göran Andersson; * 1939), schwedischer Segler
- Göran Andersson (Schachspieler) (1946–2015), schwedischer Schachspieler
- Göran Andersson (Physiker) (C. Göran Andersson; * 1951), schwedischer Physiker
- Göran Andersson (Segler, 1956) (Bengt Göran Andersson; * 1956), schwedischer Segler
- Göran Andersson (Nordischer Kombinierer), schwedischer Nordischer Kombinierer
- Gösta Andersson (1917–1975), schwedischer Ringer
- Göte Andersson (1909–1975), schwedischer Wasserballspieler
- Gun-Britt Andersson (* 1942), schwedische Diplomatin und Regierungsbeamtin, Staatssekretärin
- Gunder Andersson (1943–2025), schwedischer Schriftsteller und Journalist
- Gunilla Andersson (Schwimmerin) (* 1955), schwedische Schwimmerin
- Gunilla Andersson (Eishockeyspielerin) (* 1975), schwedische Eishockeyspielerin
- Gunnar Andersson (Fußballspieler) (1928–1969), schwedischer Fußballspieler
- Gunnar Andersson (Wissenschaftstheoretiker) (* 1942), schwedischer Philosoph und Wissenschaftstheoretiker
- Gunnar Andersson (Eishockeyspieler) (* 1944), schwedischer Eishockeyspieler
- Gustaf Andersson (Orgelbauer) (1797–1872), schwedischer Orgelbauer und Musiker
- Gustaf Andersson (Politiker) (1884–1961), schwedischer Politiker
- Gustaf Andersson (Sportschütze) (1885–1969), schwedischer Sportschütze
- Gustaf Andersson (Eisschnellläufer) (1903–1986), schwedischer Eisschnellläufer
- Gustaf Andersson (Fußballspieler) (* 1974), schwedischer Fußballspieler

### H
- Håkon Andersen (* 1978), norwegischer Biathlet
- Hans Andersson (Archäologe) (* 1936), schwedischer Mittelalterarchäologe
- Hans Andersson (Fußballspieler), schwedischer Fußballspieler und -trainer
- Hans Andersson-Tvilling (* 1928), schwedischer Eishockeyspieler
- Harald Andersson (1907–1985), schwedischer Leichtathlet
- Harriet Andersson (* 1932), schwedische Schauspielerin
- Harry Andersson (1913–1996), schwedischer Fußballspieler
- Hasse Andersson (* 1948), schwedischer Sänger und Songwriter
- Hedwig Bienkowski-Andersson (1904–1984), deutsche Essayistin und Schriftstellerin
- Henrik Andersson (Handballspieler) (* 1971), schwedischer Handballspieler
- Henrik Andersson (Badminton) (* 1977), schwedischer Badmintonspieler
- Henrik Andersson (Tennisspieler) (* 1977), schwedischer Tennisspieler
- Hjalmar Andersson (1889–1971), schwedischer Leichtathlet

### I
- Inga–Britt Andresson, deutsch-schwedische Sopranistin
- Ingela Andersson (* 1991), schwedische Biathletin
- Ingemar Andersson (1928–1992), schwedischer Kanute
- Inger Andersson (* 1954), schwedische Schwimmerin
- Ingrid Andersson (Turnerin) (1924–2005), schwedische Turnerin
- Ingrid Wagner-Andersson (1905–1970), deutsche Künstlerin und Malerin sowie Zeichnerin
- Isabellah Andersson (* 1980), kenianisch-schwedische Langstreckenläuferin
- Isabelle Andersson (* 2000), schwedische Handballspielerin

### J
- Jan Andersson (Politiker) (* 1947), schwedischer Politiker (SAP)
- Jan T. Andersson (* 1947), schwedisch-deutscher Chemiker
- Jan Andersson (Segler) (* 1950), schwedischer Segler
- Jan Andersson (General) (* 1955), schwedischer General
- Janne Andersson (* 1962), schwedischer Fußballspieler und -trainer
- Jessica Andersson (* 1973), schwedische Sängerin und Mitglied des Gesangsduos Fame
- Joakim Andersson (Wasserspringer) (* 1971), schwedischer Wasserspringer
- Joakim Andersson (Badminton) (* 1977), schwedischer Badmintonspieler
- Joakim Andersson (* 1989), schwedischer Eishockeyspieler
- Joakim Andersson (Leichtathlet) (* 1992), schwedischer Leichtathlet
- Johan Andersson (Bischof)  (1820–1894), schwedischer Bischof
- Johan Andersson (Ringer) (1889–1965), schwedischer Ringer
- Johan Andersson (Programmierer) (* 1974), schwedischer Programmierer
- Johan Andersson (Bandyspieler)  (* 1983), schwedischer Bandyspieler
- Johan Andersson (Fußballspieler)  (* 1983), schwedischer Fußballspieler
- Johan Andersson (Handballspieler)  (* 1983), schwedischer Handballspieler
- Johan Andersson (Rollstuhltennisspieler) (* 1984), schwedischer Rollstuhltennisspieler
- Johan Andersson (Eishockeyspieler, März 1984)  (* 1984), schwedischer Eishockeyspieler
- Johan Andersson (Eishockeyspieler, Mai 1984)  (* 1984), schwedischer Eishockeyspieler
- Johan Andersson (Eishockeytrainer)  (* 1984), schwedischer Eishockeytrainer
- Johan Andersson (Eishockeyspieler, 1987)  (* 1987), schwedischer Eishockeyspieler
- Johan Gunnar Andersson (1874–1960), schwedischer Archäologe, Paläontologe und Geologe
- John Andersson (1869–1935), schwedischer Wasserspringer
- Jonas Andersson (Bogenschütze) (* 1979), schwedischer Bogenschütze
- Jonas Andersson (* 1981), schwedischer Eishockeyspieler
- Jonas Andersson (Schwimmer) (* 1984), schwedischer Schwimmer
- Jonathan Andersson (* 1993), schwedischer Eishockeyspieler
- Jonna Andersson (* 1993), schwedische Fußballspielerin
- Julie Andersson (* 1970), dänische Fußballspielerin

### K
- Karin Andersson (Politikerin) (1918–2012), schwedische Politikerin
- Karin Dreijer Andersson (* 1975), schwedische Sängerin und Musikerin, siehe Karin Dreijer
- Karin Mamma Andersson (* 1962), schwedische Künstlerin
- Karl Andersson (Kameramann) (1899–1967), schwedischer Kameramann
- Karl Andersson, Pseudonym von Joseph W. Sarno (1921–2010), US-amerikanischer Regisseur
- Karl Andreas Andersson (1875–1968), schwedischer Politiker und Meeresforscher
- Karl-Erik Sixten Andersson (1912–1967), schwedischer Designer und Illustrator, siehe Sixten Sason
- Karl-Ivar Andersson (* 1932), schwedischer Radrennfahrer
- Karl Johan Andersson (1827–1867), schwedischer Abenteurer und Schriftsteller
- Kennet Andersson (* 1967), schwedischer Fußballspieler
- Kenneth Andersson (Tennisspieler) (* 1945), schwedischer Tennisspieler
- Kenneth Andersson (Handballspieler) (* 1977), schwedischer Handballspieler
- Kenneth Andersson (Eishockeyspieler), schwedischer Eishockeyspieler
- Kent Andersson (Rennfahrer) (1942–2006), schwedischer Motorradrennfahrer
- Kent Andersson (Ringer) (* 1959), schwedischer Ringer
- Kent-Erik Andersson (* 1951), schwedischer Eishockeyspieler
- Kent-Harry Andersson (* 1949), schwedischer Handballtrainer
- Kim Andersson (* 1982), schwedischer Handballspieler
- Kjell-Åke Andersson (* 1949), schwedischer Filmregisseur, Drehbuchautor und Kameramann
- Krister Andersson (* 1967), schwedischer Skispringer und Skilangläufer
- Kristina Andersson (* 1965), schwedische Skirennläuferin
- Kurt Andersson (* 1939), schwedischer Fußball-, Bandy- und Eishockeyspieler

### L
- Lage Andersson (1920–1999), schwedischer Gewichtheber
- Lars Andersson (um 1470–1552), schwedischer Theologe, Staatsmann und Reformator, siehe Laurentius Andreae
- Lars Andersson (Kanute) (* 1948), schwedischer Kanute
- Lars Andersson (Schriftsteller) (* 1954), schwedischer Schriftsteller und Übersetzer
- Lars Andersson (Reiter) (* 1956), schwedischer Dressurreiter
- Lars Andersson (Radsportler) (* 1988), schwedischer Radrennfahrer
- Lars Gabriel Andersson (1868–1951), schwedischer Lehrer und Herpetologe
- Lasse Bredekjær Andersson (* 1994), dänischer Handballspieler
- Leif Andersson (Eishockeyspieler) (* 1940), schwedischer Eishockeyspieler
- Leif Andersson (Ruderer) (* 1944), finnischer Ruderer
- Leif Andersson (Mediziner) (* 1944), finnischer Mediziner
- Leif Andersson (Ringer) (* 1949), schwedischer Ringer
- Leif Andersson (Genetiker) (* 1954), schwedischer Genetiker
- Leif Andersson (Biathlet) (* 1961), schwedischer Biathlet
- Leif Andersson (Volleyballspieler) (* 1963), deutscher Volleyballspieler
- Leif Erland Andersson (1943–1979), schwedischer Astronom
- Lena Andersson (Tischtennisspielerin) (* 1952), schwedische Tischtennisspielerin und -trainerin
- Lena Andersson (Sängerin) (* 1955), schwedische Sängerin
- Lena Andersson (Schriftstellerin) (* 1970), schwedische Schriftstellerin und Journalistin
- Lene Andersson (* 1968), dänische Ruderin
- Lennart Andersson (Leichtathlet) (1914–1997), schwedischer Dreispringer
- Lennart Andersson (Ruderer) (1925–2004), schwedischer Ruderer
- Lennart Andersson (Sportschütze) (* 1957), schwedischer Sportschütze
- Li Andersson (* 1987), finnische Politikerin (Linksbündnis)
- Lias Andersson (* 1998), schwedischer Eishockeyspieler
- Likit Andersson (* 1973), thailändisch-schwedischer Eishockeyspieler und -trainer
- Lina Andersson (* 1981), schwedische Skilangläuferin
- Lisa Andersson (* 1997), schwedische Freestyle-Skisportlerin
- Liselotte Andersson (* 1961), schwedische Bogenschützin
- Lotta Andersson (Badminton) (* um 1972), schwedische Badmintonspielerin
- Lotta Andersson (Ringerin) (* um 1975), schwedische Ringerin
- Lotten Andersson (* 1950), schwedische Schwimmerin

### M
- Märta Andersson (* 1925), schwedische Turnerin
- Magdalena Andersson (* 1967), schwedische Politikerin

- Magnus Andersson (Fußballspieler, 1958) (* 1958), schwedischer Fußballspieler
- Magnus Andersson (Handballtrainer) (* 1966), schwedischer Handballspieler und -trainer
- Magnus Andersson (Fußballspieler, 1981) (* 1981), schwedischer Fußballspieler
- Magnus Andersson (Politiker) (* 1981), schwedischer Politiker (CUF)
- Magnus Andersson (Lautenist) (* 1981), schwedischer Gitarrist und Lautenist
- Magnus F. Andersson (* 1953), schwedischer Musiker
- Malin Andersson (* 1973), schwedische Fußballspielerin
- Markus Andersson (* 1973), schwedischer Radsportler
- Marthe Andersson († 2003), schwedischer Orientierungsläufer
- Martin Andersson (Segler) (* 1969), schwedischer Segler
- Martin Andersson (Handballspieler) (* 1971), schwedischer Handballspieler
- Martin Andersson (Fußballspieler, 1979) (* 1979), schwedischer Fußballspieler
- Martin Andersson (Schauspieler) (* 1979), schwedischer Schauspieler
- Martin Andersson (Fußballspieler, 1981) (* 1981), schwedischer Fußballspieler
- Martin Andersson (Fußballspieler, 1982) (* 1982), schwedischer Fußballspieler
- Mattias Andersson (* 1978), schwedischer Handballtorwart
- Mattias Andersson (Fußballspieler, 1981) (* 1981), schwedischer Fußballspieler
- Mattias Andersson (Fußballspieler, 1998) (* 1998), schwedischer Fußballspieler
- Matts Andersson (* 1975), schwedischer Fußballspieler
- Mauritz Andersson (1886–1971), schwedischer Ringer
- Max Andersson (Comiczeichner) (* 1962), schwedischer Comiczeichner
- Max Andersson (Politiker) (* 1973), schwedischer Politiker, MdEP
- Michael Andersson (Fußballspieler) (* 1959), schwedischer Fußballspieler, -trainer und -funktionär
- Michael Andersson (Radsportler) (* 1967), schwedischer Radrennfahrer
- Mikael Andersson (Eishockeyspieler, 1959) (* 1959), schwedischer Eishockeyspieler
- Mikael Andersson (Eishockeyspieler, 1966) (* 1966), schwedischer Eishockeyspieler
- Mikael Andersson (Fußballspieler) (* 1978), schwedischer Fußballspieler

### N
- Nicke Andersson (* 1972), schwedischer Schlagzeuger, Gitarrist, Sänger, Songwriter und Musikproduzent
- Nils Mattias Andersson (1882–1974), samischer Joiker aus Schweden
- Nikky Andersson (* 1977), ungarische Pornodarstellerin, siehe Nikki Anderson
- Niklas Andersson (Eishockeyspieler, 1971) (* 1971), schwedischer Eishockeyspieler und -scout
- Niklas Andersson (Eishockeyspieler, 1986) (* 1986), schwedischer Eishockeyspieler
- Nils Andersson (Maler) (1817–1865), schwedischer Maler
- Nils Andersson (Fußballspieler, 1887) (1887–1947), schwedischer Fußballspieler
- Nils Andersson (Schwimmer) (1889–1973), schwedischer Schwimmer
- Nils Andersson (Verleger) (* 1933), Schweizer Verleger
- Nils Andersson (Fußballspieler, 1941) (* 1941), schwedischer Fußballspieler und -trainer
- Nils Andersson (Radsportler) (1909–??), schwedischer Radrennfahrer
- Nils Johan Andersson (1821–1880), schwedischer Botaniker

### O
- Örjan Andersson (* 1943), schwedischer Geher
- Ola Andersson (Politiker) (1837–1919), schwedischer Politiker
- Ola Andersson (Eishockeyspieler) (* 1962), schwedischer Eishockeyspieler
- Ola Andersson (Fußballspieler) (* 1966), schwedischer Fußballspieler
- Olle Andersson (Tennisspieler) (Anders Olof Antonius Andersson; 1895–1974), schwedischer Tennisspieler
- Olle Andersson (Architekt) (1900–1976), schwedischer Architekt
- Olle Andersson (Eishockeyspieler, 1914) (1914–1990), schwedischer Eishockeyspieler
- Olle Andersson (Musiker) (Anders Olof Andersson; 1914–2004), schwedischer Musiker
- Olle Andersson (Eishockeyspieler, 1920) (* 1920), schwedischer Eishockeyspieler
- Olle Andersson (Schauspieler) (Kjell Olof Göran Andersson; 1937–1975), schwedischer Schauspieler
- Olle Andersson (Badminton) (* um 1937), schwedischer Badmintonspieler
- Olle Andersson (Designer) (* 1939), schwedischer Designer
- Oskar Andersson (1877–1906), schwedischer Comiczeichner
- Otto Andersson (1910–1977), schwedischer Fußballspieler
- Ove Andersson (1938–2008), schwedischer Rallyepilot und Motorsport-Teamchef
- Ove Andersson (Fußballspieler) (1916–1983), schwedischer Fußballspieler

### P
- Patrik Andersson (* 1971), schwedischer Fußballspieler
- Per Andersson (Biathlet) (* 1954), schwedischer Biathlet
- Per Andersson (Ruderer) (* 1971), schwedischer Ruderer
- Per Andersson (Schauspieler), Schauspieler
- Per-Arne Andersson (* 1958), schwedischer Wasserballspieler
- Per-Gunnar Andersson (Rennfahrer, 1957) (* 1957), schwedischer Rennfahrer
- Per-Gunnar Andersson (Rallyefahrer, 1980) (* 1980), schwedischer Rallyefahrer
- Per J. Andersson (* 1962), schwedischer Journalist und Schriftsteller
- Pernilla Andersson (Judoka) (* 1971), schwedische Judoka
- Pernilla Andersson (Musikerin) (* 1974), schwedische Singer-Songwriterin, Pianistin und Produzentin
- Peter Andersson (Schauspieler) (* 1953), schwedischer Schauspieler
- Peter Andersson (Basketballspieler) (* 1958), schwedischer Basketballspieler
- Peter Andersson (Bogenschütze) (* ?), schwedischer Bogenschütze
- Peter Andersson (Eishockeyspieler, 1962) (* 1962), schwedischer Eishockeyspieler
- Peter Andersson (Eishockeyspieler, 1965) (* 1965), schwedischer Eishockeyspieler
- Peter Andersson, schwedischer Musiker, siehe Deutsch Nepal
- Peter Andersson (Musiker) (* 1973), schwedischer Musiker
- Peter Andersson (Eishockeyspieler, 1978) (* 1978), schwedischer Eishockeyspieler
- Peter Andersson (Eishockeyspieler, 1980) (* 1980), schwedischer Eishockeytorwart
- Peter Andersson (Eishockeyspieler, 1991) (* 1991), schwedischer Eishockeyspieler
- Petter Andersson (* 1985), schwedischer Fußballspieler

### R
- Ramon Andersson (* 1963), australischer Kanute
- Rasmus Andersson (* 1996), schwedischer Eishockeyspieler
- Reine Andersson (1945–2005), schwedischer Segler
- Richard Andersson (Pianist) (1851–1918), schwedischer Pianist und Komponist
- Richard Andersson (Keyboarder) (* 1972), schwedischer Keyboarder
- Richard Andersson (Bassist) (* 1982), dänischer Jazzbassist
- Rikke Louise Andersson (* 1972), dänische Schauspielerin
- Robert Andersson (Wasserballspieler) (1886–1972), schwedischer Schwimmer, Wasserspringer und Wasserballspieler
- Robert Andersson (Handballspieler) (* 1969), schwedischer Handballspieler und -trainer
- Robert Andersson (Fußballspieler) (* 1971), schwedischer Fußballspieler
- Robin Andersson (* 1988), schwedischer Handballspieler
- Rolf Andersson (Fußballspieler, I), schwedischer Fußballspieler
- Rolf Andersson (Eishockeytrainer) (* 1933), schwedischer Eishockeytrainer
- Rolf Andersson (Fußballspieler, 1942) (1942–2023), schwedischer Fußballspieler
- Roland Andersson (Ringer) (* 1944), schwedischer Ringer
- Roland Andersson (* 1950), schwedischer Fußballspieler
- Roy Andersson (Regisseur) (* 1943), schwedischer Filmregisseur
- Roy Andersson (Fußballspieler) (* 1949), schwedischer Fußballspieler
- Rune Andersson (Sportschütze) (1919–1992), schwedischer Sportschütze
- Rune Andersson (Ruderer) (1930–2006), schwedischer Ruderer

### S
- Saga Andersson (* 2000), finnische Stabhochspringerin
- Sara Andersson (* 2003), schwedische Biathletin
- Sebastian Andersson (* 1991), schwedischer Fußballspieler
- Selma Andersson (1894–1993), schwedische Wasserspringerin
- Sigurd Andersson (Fußballspieler) (1902–1990), schwedischer Fußballspieler
- Sigurd Andersson (1926–2009), schwedischer Skilangläufer
- Silja Andersson (* 2003), finnische Stabhochspringerin
- Simon Andersson (Musiker) (* 1980), schwedischer Musiker
- Simon Andersson (Skilangläufer) (* 1991), schwedischer Skilangläufer
- Sten Andersson (1923–2006), schwedischer Politiker
- Stig Andersson (Ringer) (1910–??), schwedischer Ringer
- Stig Andersson (Eishockeyspieler) (1914–2000), schwedischer Eishockeyspieler
- Stig Andersson (Radsportler) (1924–2015), schwedischer Radsportler
- Stig Andersson (Kanute), schwedischer Kanute
- Stig Andersson (Biathlet), schwedischer Biathlet
- Stig Andersson-Tvilling (1928–1989), schwedischer Eishockeyspieler
- Stig Erik Leopold Andersson, bekannt als Stikkan Anderson (1931–1997), schwedischer Musikproduzent
- Sture Andersson (* 1949), schwedischer Eishockeyspieler
- Sune Andersson (1921–2002), schwedischer Fußballnationalspieler und -trainer
- Susanna Andersson (* 1977), schwedische Opernsängerin (Sopran)
- Sven Andersson (Fußballspieler, 1907) (1907–1981), schwedischer Fußballspieler
- Sven Andersson (Politiker) (1910–1987), schwedischer Politiker (SAP)
- Sven Andersson (Eisschnellläufer) (* 1921), schwedischer Eisschnellläufer
- Sven Andersson (Fußballspieler, 1963) (* 1963), schwedischer Fußballspieler
- Sven Andersson (Künstler) (1838–1893), schwedischer Landschaftsmaler und Zeichner
- Sven-Bertil Andersson (* 1951), schwedischer Fußballspieler
- Sven-Ingvar Andersson (1927–2007), schwedischer Landschaftsarchitekt und Hochschullehrer

### T
- Theodor Andersson (1889–1932), schwedischer Fußballspieler
- Theodore M. Andersson (* 1934), US-amerikanischer Mediävist
- Thomas Andersson (Eishockeyspieler, 1951) (* 1951), schwedischer Eishockeyspieler
- Thomas Andersson (Fußballspieler, 1956) (* 1956), schwedischer Fußballspieler
- Thomas Andersson (Eishockeyschiedsrichter) (* 1962), schwedischer Eishockeyschiedsrichter
- Thomas Andersson (Eishockeyspieler, 1964) (* 1964), schwedischer Eishockeyspieler
- Thomas Andersson (Fußballspieler, 1968) (* 1968), schwedischer Fußballspieler
- Thomas Andersson-Borstam (* 1970), schwedischer Fußballtrainer
- Thommy Andersson (* 1973), schwedischer Jazzmusiker
- Thorsten Andersson (1929–2018), schwedischer Mediävist
- Thure Andersson (1907–1976), schwedischer Ringer
- Tomas Andersson Wij (* 1972), schwedischer Sänger und Liedschreiber
- Tommy Andersson (Eishockeyspieler) (* 1949), schwedischer Eishockeyspieler
- Tommy Andersson (Fußballspieler, 1950) (* 1950), schwedischer Fußballspieler
- Tommy Andersson (Fußballspieler, 1964) (* 1964), schwedischer Fußballspieler
- Tommy Andersson (Schauspieler) (Lars Artur Tommy Andersson; 1962–2013), schwedischer Schauspieler
- Tommy Andersson (Schachspieler) (* 1978), schwedischer Schachspieler
- Tord Andersson (* 1942), schwedischer Wasserspringer
- Torsten Andersson, Geburtsname von Torsten Bunke (1908–1987), schwedischer Fußballspieler
- Torsten Andersson (Politiker) (1909–1978), schwedischer Politiker
- Torsten Andersson (Handballspieler), schwedischer Handballspieler
- Torsten Andersson (Maler) (1926–2009), schwedischer Maler
- Torsten Andersson (Orientierungsläufer), schwedischer Orientierungsläufer
- Tracey Andersson (* 1984), schwedische Hammerwerferin

### U
- Ulf Andersson (* 1951), schwedischer Schachspieler
- Ulf Andersson (Musiker) (1940–2023), schwedischer Jazzmusiker

### V
- Viktor Andersson (* 1992), schwedischer Freestyle-Skisportler
- Vilhelm Andersson (1891–1933), schwedischer Schwimmer und Wasserballspieler
- Volger Andersson (1896–1969), schwedischer Skilangläufer